# Paavo Lipponen
Tapio Paavo Lipponen (Turtola, 23 de abril de 1941) é um político finlandês. Ele foi primeiro-ministro da Finlândia de 13 de abril de 1995 a 17 de abril de 2003, e presidente do Partido Social Democrata finlandês entre 11 de agosto de 1993 a 15 de janeiro de 2005. Atuou também como Orador do Parlamento da Finlândia de 25 de abril de 2003 até 28 de abril de 2007.

## Vida
Paavo Lipponen passou sua infância e juventude em Kuopio, recebendo seu diploma ginasial no Liceu desta cidade, em 1959. Estudou filosofia e literatura no Dartmouth College, Inglaterra, durante um ano. Pouco depois regressou à Finlândia, mudou-se para Helsinque, onde se tornou mestre em estudos sobre política internacional na Universidade de Helsinque, no ano de 1971. 
Tornou-se o editor do jornal estudantil Ylioppilaslehti no biênio 1963-1965 e, posteriormente, trabalhou como freelancer para o jornal finlandês Broadcasting Company  de 1965 a 1967. Ocupou vários cargos no Partido Social Democrata. Tornou-se deputado no Parlamento da Finlândia entre 1983-1987, e também, de 1991 até a sua aposentadoria em 2007. Lipponen foi eleito presidente do Partido Social Democrata Finlandês, em 1993, e liderou o partido na campanha vitoriosa das eleições parlamentares de 1995, quando se tornou primeiro-ministro. Paavo Lipponen também é bem conhecido como um ávido jogador de pólo aquático e apoiador do jogo.